# 2012: Time for Change
2012: Time for Change er en dokumentarfilm fra 2010 dokumentarfilm baseret delvist på bøgerne af Daniel Pinchbeck, instrueret af João Amorim, og havde premiere den 9. april 2010 på Lumiere Theater i San Francisco. Filmen repræsenterer et radikalt positivt alternativ til apokalyptisk undergang og dysterhed, og i rollerne er der bl.a David Lynch, Sting, Ellen Page, Gilberto Gil, Barbara Marx Hubbard, og Paul Stamets.  